# Fromentel
Fromentel ist ein Ort im Département Orne in der Region Normandie und liegt auf der Grenze der Gemeinden La Fresnaye-au-Sauvage und Les Yveteaux.

## Geographie
Dieser Ort im Pays d’Houlme ist bedeutend durch die Kreuzung zwischen mehreren (inzwischen abgestuften) Routes nationales und départementales:
- Die RN 24bis, nach der Reform von 1972 die RD 924,[1] verbindet Verneuil-sur-Avre und Granville und großräumig Paris mit Granville, über die RN 12 zwischen Paris und Verneuil-sur-Avre. Vom lokalen Standpunkt aus verbindet die RD 924 Argentan mit Flers, zwei der bedeutenderen Ansiedlungen des Départements.
- Die RN 809, nach der Reform von 1972 die RD 909,[1] verbindet La Lentillère (in der Gemeinde Lalacelle) an der Kreuzung mit der RN 12 über Carrouges und Rânes und von Fromentel nordwärts über Putanges-Pont-Écrepin mit Falaise und von dort über die RN 158 (künftig über die Autobahn A 88) mit Caen.
- Die RD 19 von Fromentel nach La Ferté-Macé.

Über Fromentel führt auch die RD 872, die dem lokalen Verkehr nach Ménil-Gondouin dient.
Fromentel befindet sich (auf der Straße) entfernt:
- 06,3 km von Putanges-Pont-Écrepin,
- 08,1 km von Briouze,
- 10,3 km von Rânes,
- 11,0 km von Écouché,
- 17,2 km von La Ferté-Macé,
- 19,2 km von Argentan,
- 22,7 km von Falaise,
- 24,9 km von Flers,
- 63,6 km von Caen.

## Öffentlicher Personenverkehr
Die Bahnstrecke Argentan–Granville führt südlich an Fromentel vorbei und die Züge halten nach Bedarf an der Station Yveteaux-Fromentel. Die Bahnstrecke ist noch in Betrieb, doch ist der höchstgelegene Bahnhof der Strecke seit 1969 für Reisende und seit 1971 für den Güterverkehr geschlossen. Außerdem wird Fromentel bedient durch die Linie 2 des Netzes von TER Basse-Normandie und wird von einem zwischen Argentan und Flers parallel zum Zug verkehrenden, von der SNCF betriebenen Autobus angefahren.

## Geschichte
Im August 1944 fand die Schlacht von Rânes-Fromentel statt.